# 菲利浦·富特文勒
菲利浦·富特文勒（1869年4月21日—1940年5月19日）是一位德国数学家，专攻数论，导师费利克斯·克莱因，也是作曲家、指挥家威廉·富特文格勒的堂兄弟。